# Alberto Vila
Pour les articles homonymes, voir Vila.
Alberto Vila (Montevideo,  1903 ― ibidem, 1981) était un acteur de cinéma, chanteur et compositeur de tango uruguayen. Il laissa à la postérité les enregistrements de plus d’une centaine de chansons.

## Vie et carrière
Alberto Vila rejoignit la célèbre troupe estudiantine uruguayenneTroupe ateniense, dont le répertoire se composait de brèves saynètes comiques alternant avec des parties musicales, et débuta pour de vrai le 6 octobre 1927 au théâtre Solís de Montevideo, où son numéro consista en imitations de Carlos Gardel. Trois mois plus tard, le 27 décembre de la même année, il se produisait au théâtre Coliseo de Buenos Aires. 
Doté d’une voix suave, profonde et raffinée, et capable d’une grande expressivité, il fut bientôt engagé par la firme RCA Victor, et le 3 décembre enregistra Ensueño d’Homero Manzi et de Gerónimo Sureda, Perdonála de Víctor Soliño, Roberto Fontaina et Agnese, Niño bien de Soliño, Fontaina et Juan A. Collazo, et Che, papusa, oí d’Enrique Cadícamo et Gerardo Matos Rodríguez.
Sans renoncer à son poste de fonctionnaire à la Banque de recouvrement à Montevideo, il fera souvent désormais le voyage aller-retour de Buenos Aires pour y enregistrer. Le 12 avril 1928, de nouveau accompagné de la Troupe ateniense, il enregistra comme chanteur soliste la zamba Golondrinas, la valse En un pueblito español et le foxtrot Príncipe azul.
En 1929, alors qu’il envisageait d’effectuer une tournée en Europe, il préféra signer un contrat le liant pour trois mois à Radio Prieto de Buenos Aires, puis alla se produire dans les théâtres Empire et Florida. Ces engagements le portèrent finalement à quitter son emploi à la banque et à se vouer pleinement à l’activité artistique. En 1934, il brilla dans un duo populaire avec le chanteur de tangos Alberto Gómez, et en 1939 interpréta En la tranquera avec Azucena Maizani et Oscar Alonso.
Il entreprit des tournées dans les provinces argentines, fit des tours de chant à Montevideo et se produisit sur Radio El Espectador et Radio Sport, toutes deux sises à Montevideo, se laissant accompagner par les guitaristes Reynaldo Sebastián Baudino, Mario Pardo et Ciro Pérez.
Parallèlement à sa carrière de chanteur, qu’il continua de mener dans des radiothéâtres en Uruguay et en Argentine, il se lança aussi dans le cinéma et joua dans plusieurs films en Argentine, aux États-Unis et en Uruguay. Sa première apparition au cinéma eut lieu dans le film Radio Bar, mis en scène par Manuel Romero. On le vit ensuite dans le film uruguayen Soltero soy feliz et dans le film américain They Met in Argentina (titre espagnol Sucedió en la Argentina), où il chanta en anglais et en espagnol, accompagné par un orchestre que dirigeait Lud Gluskin. Il apparut aux côtés d’Alberto Castillo dans Adios pampa mía, fut le partenaire d’Amanda Ledesma dans Mañana me suicido, et chanta en duo avec Libertad Lamarque dans La casa del recuerdo. 
Il finit cependant par renoncer à ses activités artistiques et, disposant encore de toutes ses capacités, se jeta dans les affaires à Buenos Aires, où il s’établit. En 1981, âgé de 77 ans, il fut inopinément terrassé par une crise cardiaque à Montevideo, où il se trouvait avec sa famille.

## Filmographie

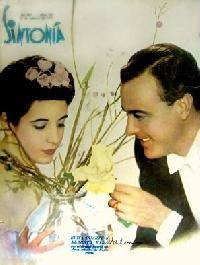
Photo d’Eva Perón et d’Alberto Vila en couverture de la revue Sintonía le 25 octobre 1939.

- Camino del infierno (1946), mise en scène de Luis Saslavsky et Daniel Tinayre.
- Adiós Pampa mía (1946) mise en scène de Manuel Romero.
- Los tres mosqueteros (1946) mise en scène de Julio Saraceni.
- Amor último modelo (1942), mise en scène de Roberto Ratti.
- Mañana me suicido (1942), mise en scène de Carlos Schlieper.
- They Met in Argentina (États-Unis, 1941), mise en scène de Leslie Goodwins et Jack Hively
- Confesión (1940), mise en scène de Luis Moglia Barth.
- La casa del recuerdo (1940), mise en scène de Luis Saslavsky
- Retazo (1939), mise en scène de Elías Alippi.
- Cuatro corazones (1939), mise en scène de Enrique Santos Discépolo y Carlos Schlieper.
- Soltero soy feliz (Uruguay, 1938), mise en scène de Ramón Collazo.
- Radio Bar (1936), mise en scène de Manuel Romero.